# Arroub
Arroub (en arabe : مخيّم العروب), est un camp de réfugiés palestinien situé au sud de la Cisjordanie, à quinze kilomètres au sud de Bethléem dans le Gouvernorat de Hébron, le long de la route 60 qui relie Hébron à Jérusalem. La superficie du camp est de 350 dunum et comptait 9 859 réfugiés enregistrés auprès de l'UNRWA en 2005. Le Bureau Central Palestinien de Statistique (PCBS) dénombrait 7 941 habitants en 2007. Le camp compte deux écoles, une pour les filles et une pour les garçons.